# Zwiefelhof

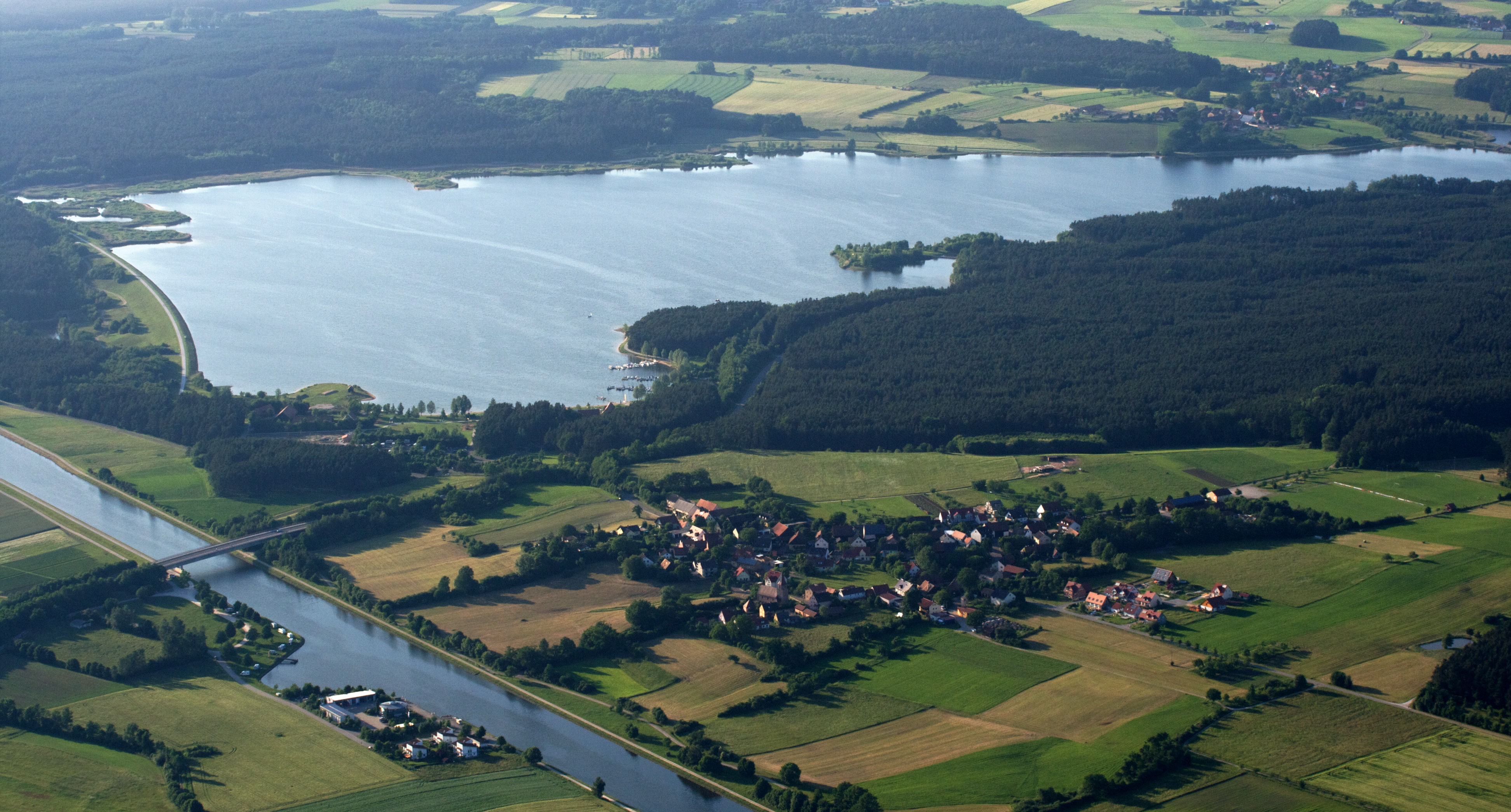
Zwiefelhof auf Luftbild vom Rothsee
vorne Heuberg, Zwiefelhof oben rechts

Zwiefelhof ist ein Gemeindeteil der Kreisstadt Roth im Landkreis Roth (Mittelfranken, Bayern). Zwiefelhof liegt in der Gemarkung Birkach. Früher war Zwiefelhof rein landwirtschaftlich geprägt; seit der Flutung der Rothsee-Hauptsperre im Jahr 1992/93 spielt auch der Tourismus eine bedeutende Rolle in der örtlichen Wirtschaft.

## Lage
Der Weiler liegt am nördlichen Rand des Fränkischen Seenlandes, am Südosthang des Fäßleinsberges und unmittelbar am Nordwest-Ufer des Rothsees. Von Roth ist er etwa 7,5 km entfernt. Eine Straße verbindet Zwiefelhof mit dem nur 400 m nördlich gelegenen Birkach. Einige hundert Meter südwestlich beginnt das Naturschutzgebiet Nordwestufer der Rothsee-Hauptsperre.

## Geschichte
Gegen Ende des 18. Jahrhunderts gab es in Zwiefelhof – damals Oberbirkach genannt – drei Anwesen und ein Gemeindehirtenhaus. Es bildete mit Birkach eine Realgemeinde. Das Hochgericht und die Grundherrschaft übte das pfalz-neuburgische Landgericht Allersberg aus. Von 1797 bis 1808 unterstand der Ort dem Justiz- und Kammeramt Roth. 1807 gehörte in Zwiefelhof ein Zehnt dem Spital Allersberg. Das bayerische Urkataster von 1808 erfasst drei Gehöfte unter dem Namen „Oberbürckach“.
Im Rahmen des Gemeindeedikts (frühes 19. Jahrhundert) wurde Zwiefelhof dem Steuerdistrikt Guggenmühle und der Ruralgemeinde Birkach zugewiesen. Am 1. Januar 1975 wurde Zwiefelhof im Zuge der Gebietsreform in Bayern nach Roth eingemeindet.

### Baudenkmäler
- Eine Scheune aus dem 17. Jahrhundert ist noch erhalten und als Baudenkmal geschützt.[11]

### Einwohnerentwicklung
| Jahr      | 001818 | 001836 | 001861 | 001871 | 001885 | 001900 | 001925 | 001950 | 001961 | 001970 | 001987 | 002014 | 002018 |
| Einwohner | 19     | 27     | 14     | 9      | 22     | 20     | 29     | 27     | 22     | 25     | 27     | 40     | 53     |
| Häuser    | 5      | 5      |        |        | 3      | 3      | 5      | 3      | 4      |        | 7      |        |        |
| Quelle    | [ 13 ] | [ 14 ] | [ 15 ] | [ 16 ] | [ 17 ] | [ 18 ] | [ 19 ] | [ 20 ] | [ 21 ] | [ 22 ] | [ 23 ] |        | [ 1 ]  |

## Religion
Zwiefelhof ist römisch-katholisch geprägt und gehört bis heute zur Kirchengemeinde St. Georg (Göggelsbuch), ursprünglich eine Filiale von St. Johannes der Täufer (Hilpoltstein), heute zur Pfarrei Mariä Himmelfahrt (Allersberg) gehörig. Die Einwohner evangelisch-lutherischer Konfession sind nach Eckersmühlen gepfarrt.